# Velutina lanata
Velutina lanata är en snäckart. Velutina lanata ingår i släktet Velutina och familjen Velutinidae. Inga underarter finns listade i Catalogue of Life.